# Дубровник (растение)
Дубро́вник, или Дубра́вник (лат. Téucrium) — род растений семейства Яснотковые (Lamiaceae), насчитывающий более 300 видов, распространённых в лесах Евразийского континента.

## Ботаническое описание
Травы или полукустарники.

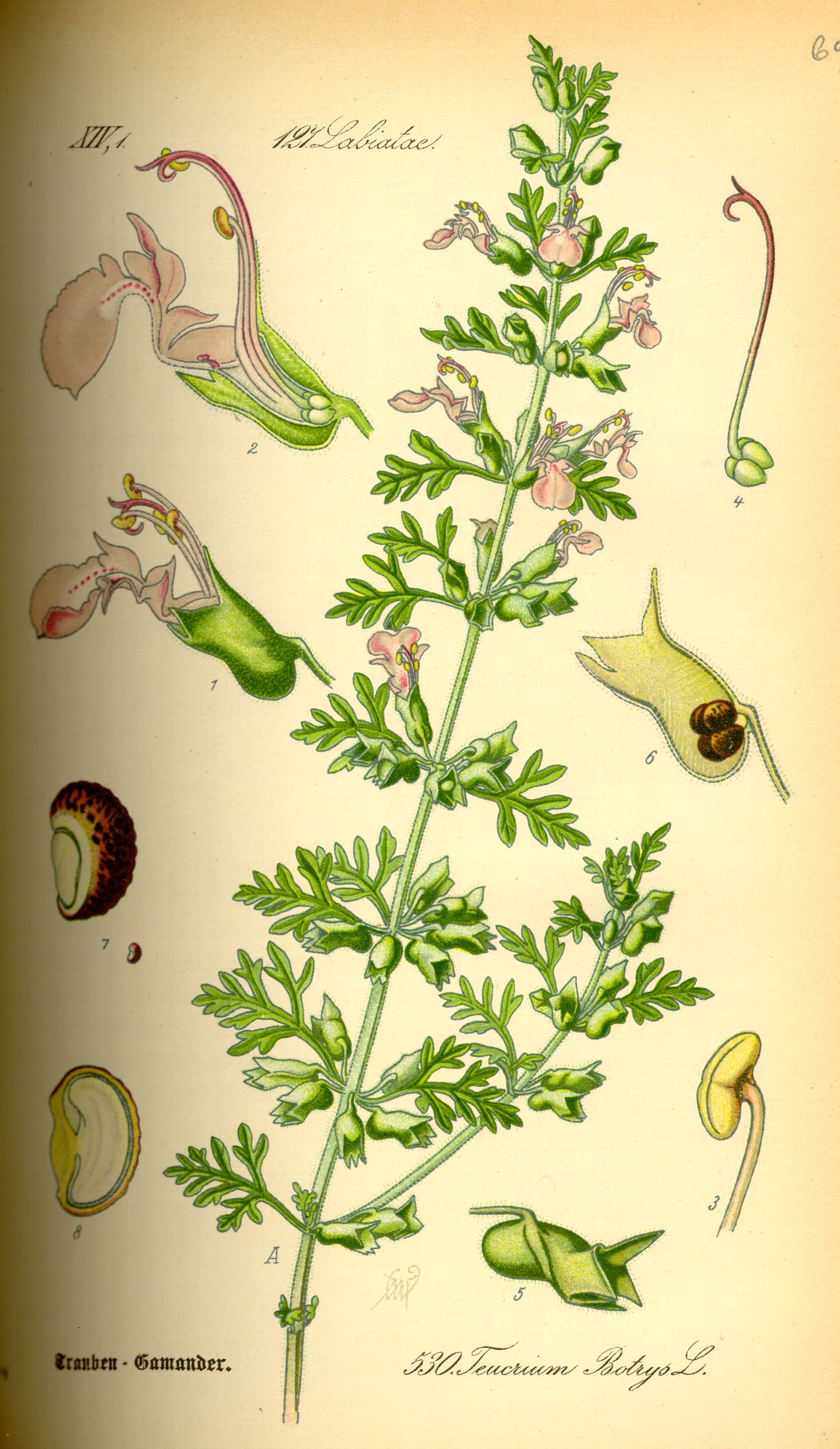
.
.

Листья цельные, перисто-лопастные или перисторассечённые.
Цветки двугубые, синие, пурпуровые, реже белые или жёлтые в колосовидном, кистевидном или метельчатом соцветии.
Растут в умеренном и субтропическом поясах.

## Значение и применение
Представители рода используются как декоративные, пищевые и лекарственные растения, многие виды богаты эфирными маслами.

## Классификация

### Таксономия
Teucrium L., 1753, Sp. Pl. : 562
Род Дубровник относится к семейству Яснотковые (Lamiaceae) порядка Ясноткоцветные (Lamiales), который последовательно входит в вышестоящие клады Ламииды → Астериды → Суперастериды → Эвдикоты → Цветковые растения. Таксономическая схема в соответствии с Системой APG IV по состоянию на декабрь 2023 года:
|  |                          |  |                                   |                                   |                      |  | ещё 23 семейства |               |               |                                                                 |
|  |                          |  |                                   |                                   |                      |  |                  |               |               | 314 подтверждённых видов и 85 таксонов, ожидающих подтверждения |
|  |                          |  |                                   | порядок Ясноткоцветные            |                      |  |                  |               | род Дубровник |                                                                 |
|  |                          |  |                                   | порядок Ясноткоцветные            |                      |  |                  |               | род Дубровник |                                                                 |
|  | клада Цветковые растения |  |                                   |                                   | семейство Яснотковые |  |                  |               |               |                                                                 |
|  | клада Цветковые растения |  |                                   |                                   |                      |  |                  |               |               |                                                                 |
|  |                          |  | ещё 63 порядка цветковых растений | ещё 63 порядка цветковых растений |                      |  |                  | ещё 267 родов | ещё 267 родов |                                                                 |
|  |                          |  |                                   | ещё 63 порядка цветковых растений |                      |  |                  |               | ещё 267 родов |                                                                 |

### Виды
Некоторые из них:
- Teucrium botrys L. — Дубровник кистевидный
- Teucrium chamaedrys L. — Дубровник обыкновенный
- Teucrium fruticans L. typus[3]
- Teucrium montanum L. — Дубровник горный
- Teucrium orientale L. — Дубровник восточный
- Teucrium polium L. — Дубровник беловойлочный, или Дубровник белый, или Седач
- Teucrium scordium L. — Дубровник чесночный, или Скордия
- Teucrium subspinosum Pourr. ex Willd. — Дубровник колючий

Полужирным шрифтом выделены виды дубровника, растущие на территории России и сопредельных стран.

### Синонимы
- Kinostemon Kudô
- Melosmon Raf.
- Polium Mill.
- Spartothamnus A.Cunn. ex Walp.